# 湯屋温泉
湯屋温泉（ゆやおんせん）は、岐阜県下呂市（旧飛騨国）にある温泉。

## 泉質
- 含二酸化炭素・ナトリウム - 炭酸水素塩・塩化物泉
  - 源泉温度15℃

胃腸に対する効能が高いとされる。また、炭酸の含有量が7909mgの源泉も存在し、日本一の炭酸含有量を誇る。
かつて源泉をつめたサイダーが販売されていた。

## 温泉街
下呂市小坂地域、小坂川の支流大洞川沿いの山間部に温泉地が存在する。
源泉を売りにしていることから、温泉街には飲泉場があり、自由に源泉を飲むことができる。また、一部の旅館では源泉を利用した粥が料理に出される。これを鉱泉粥という。現在、鉱泉粥がレトルトパックされ、健康食ブームの折、お土産品として人気を呼んでいる。
共同浴場は存在せず、旅館の日帰り受付を利用することになる。

## 歴史
開湯は室町時代中期とされ、約500年の歴史がある。ただし、観光案内などには開湯は約300年、約400年などと書かれることもある。古くは湯治場であった。斐太後風土記にも温泉についての記述がある
- 1983年（昭和58年）3月28日 - 環境庁告示第27号により、濁河温泉、下島温泉とともに、小坂温泉郷の一部として国民保養温泉地に指定。

## 風習
湯屋地区では古くから、寒の入りから節分の間に鉱泉粥を食べると無病息災でいられるという言い伝えがある。温泉街にある富士神社では、寒に入った最初の日曜日に「寒粥まつり」が行われ、参拝者に鉱泉粥が振る舞われる。 

## アクセス
- 鉄道 : 高山本線飛騨小坂駅よりバスで約15分。